# سارالاسین
سارالاسین (به انگلیسی: Saralasin) با فرمول شیمیایی C42H65N13O10 یک ترکیب شیمیایی است. که جرم مولی آن ۹۱۲٫۰۵ گرم بر مول می‌باشد. 